# Die Einheit
Единство (нем. DIE EINHEIT) — политическая партия в Германии, основанная 23 марта 2013 года.

## История
DIE EINHEIT — единственная партия в Германии, которая концентрирует общественные усилия по реализации гарантий, прав и интересов переселенцев.
Вначале DIE EINHEIT представляла собой гражданское движение, которое должно было стать «политической родиной» для мигрантов из стран СНГ. Понятие «Единство» в названии партии должно было сделать очевидным и для окружающих интегрирующее начало и характер этой народной партии. Уже в 2013 году DIE EINHEIT выступала с собственными программными проектами в Кельне.

## Программа
В развитии Программы DIE EINHEIT можно выделить несколько направлений:
- ускорение процесса сближения коренного населения и людей, переехавших на постоянное место жительства в Германию, а также предоставление переселенцам равноправного доступа к участию в общественной и политической жизни страны;
- переселенцы должны быть представлены в законодательных и исполнительных органах власти всех уровней;
- введение дополнительных льгот и послабление налоговых отчислений для семей с детьми;
- выделение Германией денежной поддержки банкам и странам Евросоюза только при условии жесткого контроля за правомерностью расходования выделяемых средств;
- законодательный запрет на введение соглашения о свободной торговле между Европейским Союзом и США;
- обязательное проведение референдума по всем важным для жителей Германии вопросам.